# Erich Kästner Gesellschaft
Die Erich Kästner Gesellschaft e. V. ist eine literarische Gesellschaft, die sich der Pflege des Werks von Erich Kästner und seinem Andenken verschrieben hat. Darüber hinaus fördert sie Aufführungen, Publikationen, Ausstellungen, Lesungen und Vorträge, die in Kästners Sinne einem aufgeklärten, zeitkritischen und der Jugend zugewandten Geist verpflichtet sind. Sie hat ihr Domizil auf Schloss Blutenburg in München, am Sitz der Internationalen Jugendbibliothek. Die Erich Kästner Gesellschaft wurde 1975, ein Jahr nach dem Tode Kästners, von mehreren Schriftstellern, Publizisten und Literaturfreunden gegründet, darunter Peter de Mendelssohn und Hilde Spiel.

## Erich Kästner Preis für Literatur
In unregelmäßigen Abständen verleiht die Gesellschaft einen Erich Kästner Preis für Literatur an deutschsprachige Schriftsteller, die im Sinne von Kästners Credo „herausragende schriftstellerische Werke mit zeitkritischen Zügen veröffentlicht“ haben (lt. Selbstdarstellung). Die Auszeichnung ist mit 5.000 Euro dotiert.
Preisträger:
- Peter Rühmkorf (1979)
- Vicco von Bülow alias Loriot (1984)
- Robert Gernhardt (1999)
- Tomi Ungerer, Satiriker und Zeichner (2003)
- Andreas Steinhöfel, Kinder- und Jugendbuchautor (2009)
- Felicitas Hoppe (2015)[1]
- Wolf Haas (2024)[2]